# 花樣男子F
《花樣男子F》（花より男子F），是一部日本愛情電影。由井上真央主演，石井康晴執導。是2005年至2007年TBS播放的《花樣男子》電視劇的續篇，被稱為「流星花園三部曲」的最終章。劇情內容不是改編自漫畫原著，而是原創。電影上映後票房大賣，成為2008年度日本年度票房亞軍，也是年度真人電影票房第一位。

## 故事概要
故事發生於《流星花園2》的四年之後，牧野杉菜（井上真央 飾）已從大學畢業。道明寺財閥總裁道明寺司（松本潤 飾）向世界宣布他和杉菜訂婚的消息。從前竭力反對兩人交往的司的母親道明寺楓（加賀麻里子 飾）也認可了這門婚事，在與杉菜的雙親的正式會面時，道明寺楓將價值約100億日圓、見證婚禮、象徵「永恆的愛」的皇冠「維納斯的微笑」交給了杉菜。
接受了這份厚禮之後，司和牧野一家在一間酒店內共處。杉菜的家人去就餐之後，房間內剩下杉菜和司。兩人準備接吻時，突然一名神秘黑衣人破窗而入搶走了皇冠，司馬上追趕。整間酒店被追逐和打鬥弄得混亂不堪，但是最終皇冠還是被賊人成功搶走。司回到房間，發現剛才被打碎的窗戶完整無缺，詢問酒店內其他人也表示沒發覺有事情發生，剛才的大混亂好像完全沒發生過一樣。司的直覺知道事情的背後肯定不簡單。
經過調查，發現酒店的老闆鏑木和（藤木直人 飾）在拉斯維加斯。沒有皇冠就不能結婚，於是杉菜和司決定前往美國找回皇冠。在拉斯維加斯，他們遇到了以前的好友大河原滋（加藤夏希 飾），滋告訴他們自己正在和鏑木交往，杉菜和司大嚇一跳。滋帶著他們找到鏑木，鏑木表示是有人給他匯款500萬美元，讓他對酒店內不論發生什麼事情都當作沒看見，但他根本不知道對方是什麼人。
美作玲（阿部力 飾）打來了電話告訴司發現在香港會舉行的地下拍賣會會拍賣一個皇冠，很可能就是「維納斯的微笑」，外界盛傳將會以300億日圓成交。回到賓館，司表示要買回皇冠，雖然自己不夠錢。這時，鏑木把500萬美元交給兩人。杉菜很感謝鏑木，和他交談了幾句，但是司卻因此吃醋，兩人產生了矛盾。
司領著杉菜去賭場，打算用這500美元贏取更多的錢。司決定一次過投注500萬美元到輪盤的一格，本來小球會滾到司投注的那格，但是司留意到人群中有當天偷皇冠的賊人的身影，於是躍身去追，碰到了賭桌，使小球又滾了一格。正當杉菜因錢財盡失而絕望時，司與花澤類（小栗旬 飾）、西門總二郎（松田翔太 飾）、美作玲出現在杉菜眼前。「F4」的其他三人為了幫助司和杉菜特意趕來了美國，並且願意出資幫助買回皇冠。五人乘坐私人飛機飛到香港參加拍賣會，經過一番搏力，皇冠終於以約600億日圓的價格買回。
杉菜無意間看到類和那個賊人握手，懷疑「F4」其他三人都在聯合欺騙他們，但是司不願意懷疑朋友。取回了皇冠，杉菜和司登上飛機踏上返程。他們喝了一杯飲品之後被迷暈，皇冠再次被偷走，飛機也不是飛回日本，而是把兩人扔到一個無人荒島上。
在無人島上，兩人一邊過著原始的生活，一邊等待救援。經歷了種種磨難的兩人終於明白對方對於自己的重要性。一個多月後，同樣是綁架他們的那班人用飛機把他們接回了日本。兩人見到一位神秘的老年紳士（北大路欣也 飾），他告知兩人所謂的皇冠「維納斯的微笑」根本就不存在，所作的一切都是為了考驗兩人的感情。而幕後的主使者是杉菜的雙親，他們因為不放心兩人是否會獲得幸福，因而拜託楓，楓又拜託那位紳士做了這些事情。
兩人被再次迷暈，被帶到惠比壽花園廣場，舉行神聖的婚禮。類化身為為神父，見證兩人的婚姻宣誓。
一年後，F4四人各自發展：西門總二郎以「一期一會」為題出版書刊，在簽名會上連續四次因優紀的出現而逃離現場；美作玲正式接手其家族的生意；花澤類選擇出走，留下「花發多風雨、人生足別離」的語句；道明寺司及杉菜準備迎接二人的第一個孩子。

## 人物介紹
- 牧野杉菜：井上真央
- 道明寺司：松本潤（嵐）
- 花澤類：小栗旬
- 西門總二郎：松田翔太
- 美作明：阿部力
- 藤堂靜：佐田真由美
- 大河原滋：加藤夏希
- 三条櫻子：佐藤美惠
- 千石幸代：加藤貴子
- 松岡優紀：西原亞希
- 西田：大衛伊東
- 內田健：鶴見辰吾
- Sonny：AKIRA
- 玉：佐佐木澄江
- 情報節目主持人：三雲孝江
- 新聞主播：小林麻耶（TBS）
- 新聞主播：廣重玲子（TBS）
- 酒店職員：竹中直人
- 記者：田口浩正
- 乘務員：Becky
- 逛家電賣場的顧客：高橋恭司
- 謎之紳士：北大路欣也（特別演出）
- 鏑木和：藤木直人[1]
- 牧野進：富浦智嗣
- 牧野晴男：小林進
- 牧野千惠子：石野真子
- 道明寺楓：加賀真理子

## 音樂
- 主題曲：嵐《One Love》（J Storm）
- 片尾曲：男主角松本潤所屬的傑尼斯偶像團體嵐所演唱。

2008年度Oricon單曲榜年度銷量亞軍。 現已成為日本一首示愛、婚禮的定番歌曲。
- 插曲：aiko《KissHug》（PONY CANYON）

電影中後段，杉菜在荒島上苦苦尋找「土星項鍊」時響起的插曲。著名女性創作歌手aiko所演唱。aiko本人是《流星花園》漫畫和電視劇的忠實愛好者。 歌曲原題為「杉菜的主題曲」，後改為此名。

## DVD
電影的DVD在2008年12月19日發行。根據Oricon的統計，《流星花園F》的DVD是2009年上半年銷量最高的電影DVD、銷量第二高的DVD。 至2009年年底，Oricon統計DVD的總銷量已高達35.8萬張，成為2009年度日本銷量第二高的電影DVD、銷量第四高的DVD。 此銷量也是日本史上銷量第三高的真人電影DVD。

## 製作與拍攝
2007年8月，TBS就宣布《流星花園》的真人版系列將會以電影結束，電視劇的導演石井康晴將執導此電影；編劇由宅間孝行負責，漫畫原著作者神尾葉子會提供腳本協助。自2008年1月起的兩個月時間都會進行海外拍攝。
2008年2月11日至2月18日，井上真央和松本潤前往香港拍攝外景，然後於2月19日前往拉斯維加斯；2月29日完成外界拍攝。劇組於兩地外景之間往返行程超過25,000公里。

### 製作人員
- 導演：石井康晴（TBS）
- 執行製片：濱名一哉
- 製作人：瀨戶口克陽、三城真一
- 編劇：宅間孝行
- 音樂：山下康介
- 發行：東寶
- 製作委員會：東寶、TBS、集英社、PPM、J Storm等

## 宣傳
2008年6月23日，在日本武道館舉行了電影上映前的試映會，25萬張明信片應募參加首映，但能抽中的觀眾只有6,000人，比例僅佔2.3%。 上映前一晚的6月27日，TBS播放了「流星花園·特別篇」（收視率17.9%），內容是電視劇和電影劇情之間的故事；此外，當晚還現場直播了嵐在赤坂BLITZ演唱「流星花園三部曲」的三首主題曲——「Final Remix feat.WISH、Love so sweet & One Love」；井上真央和「F4」都以他們劇情中的角色出現。
電影正式全線上映後，電影劇組於7月12日乘坐波音737-500飛往札幌、名古屋和福岡進行宣傳；7月13日由飛往大阪和東京和電影支持者見面。如此大規模的宣傳是日本電影史上的首次。

## 票房
電影在全國約400塊銀幕上映。上映頭兩天，觀影人次已達80萬5350人，票房收入超過10.5億日圓。 連續三週成為日本電影票房冠軍，連續十週票房收入高踞前十位。最終票房收入高達77.5億日元，是2008年度日本電影票房收入亞軍，僅次於動畫電影《崖上的波妞》，因此也是該年度日本票房收入最高的真人電影。

## 獎項
| 獎項             | 分類             | 被提名人 | 結果 |
| ---------------- | ---------------- | -------- | ---- |
| 亞洲電影大獎     | 最佳新演員       | 松田翔太 | 提名 |
| 日刊體育電影大賞 | 石原裕次郎新人賞 | 松田翔太 | 獲獎 |

## 外部連結
- （日語）電影官方網站 （页面存档备份，存于）